# Đại học Ngoại ngữ Văn Tảo
Đại học Ngoại ngữ Văn Tảo (WZU; tiếng Trung: 文藻外語大學; Bạch thoại tự: Bûn-chó Gōa-gí Tāi-ha̍k; tiếng Anh: Wenzao Ursuline University of Languages) là đại học duy nhất chuyên về giáo dục ngôn ngữ tại Đài Loan. Trường cấp các văn bằng Cao đẳng liên kết (AA), Cử nhân nghệ thuật (BA), Cử nhân quản trị kinh doanh (BBA) cũng như Thạc sĩ nghệ thuật (MA) và Thạc sĩ quản trị kinh doanh (MBA). Sinh viên quốc tế có thể xin thị thực học tiếng Hoa tại Văn Tảo vì đây là một trong 63 trung tâm Hoa ngữ được Bộ Giáo dục Đài Loan công nhận. Trường là một thành viên của Hiệp hội các trường Đại học và Cao đẳng Kitô giáo tại châu Á (ACUCA), Hiệp hội các trường Cao đẳng và Đại học Công giáo tại Đông Nam và Đông Á (ASEACCU), Hội đồng Quốc tế các trường Đại học Thánh Thomas Aquinas (ICUSTA), chương trình Trao đổi Đại học châu Á và Thái Bình Dương (UMAP) và Hiệp hội Hiệu trưởng Đại học Quốc tế (IAUP).

## Lịch sử
Đại học Ngoại ngữ Văn Tảo được đặt theo tên vị Giám mục người Trung Quốc đầu tiên là Lạc Văn Tảo.
Trường được các nữ tu Dòng Thánh Ursula Liên hiệp Roma thành lập năm 1966 với tên gọi "Cao đẳng Ngôn ngữ Hiện đại Văn Tảo." Khi mới thành lập trường chỉ nhận nữ sinh, đến năm 1980 mới bắt đầu tuyển cả nam sinh. Năm 1999, trường chính thức tái cơ cấu thành "Cao đẳng Ngoại ngữ Văn Tảo" và năm 2013 thì đổi tên thành "Đại học Ngoại ngữ Văn Tảo."

## Viện và chuyên khoa

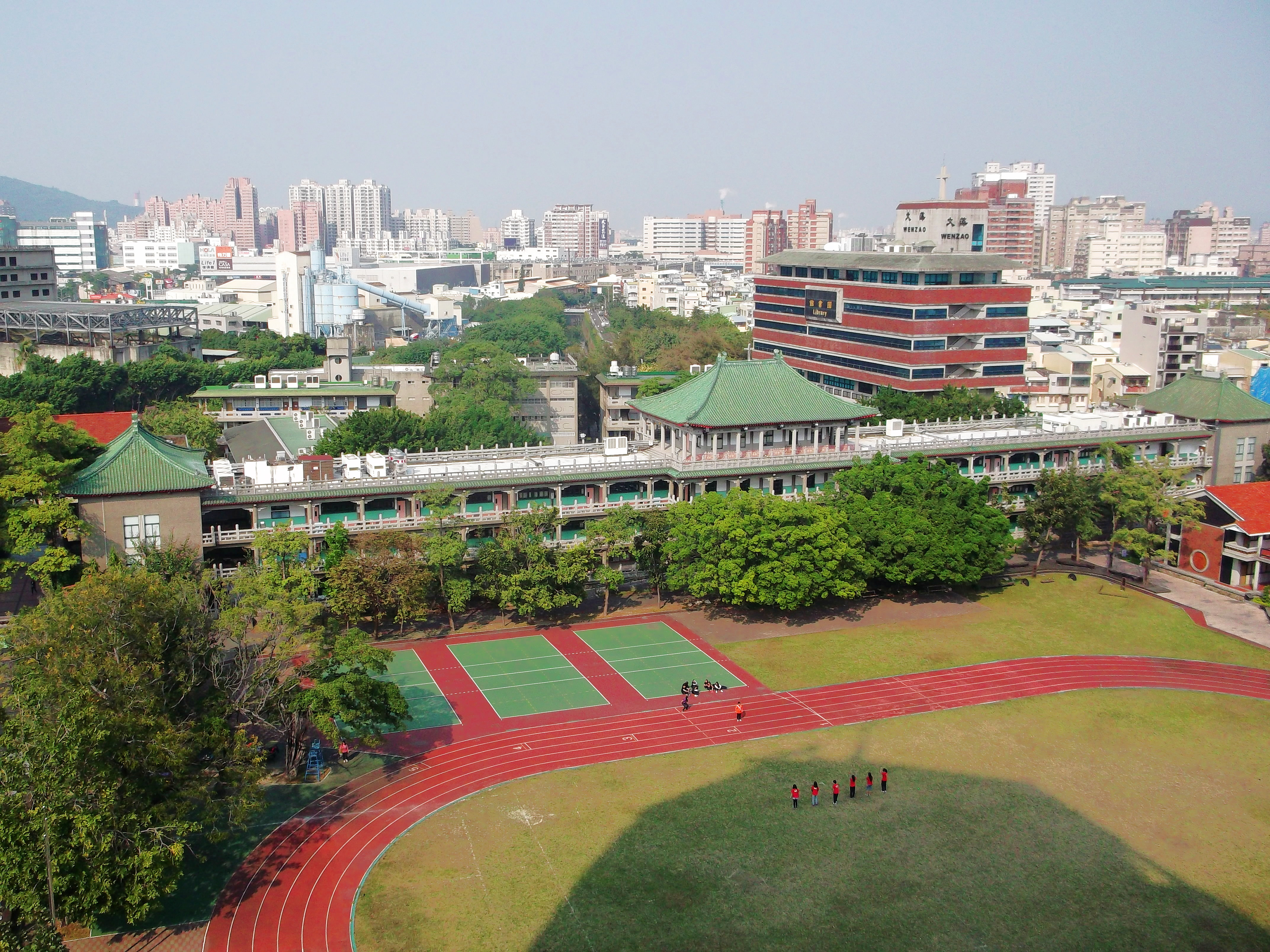
Khuôn viên trường Văn Tảo

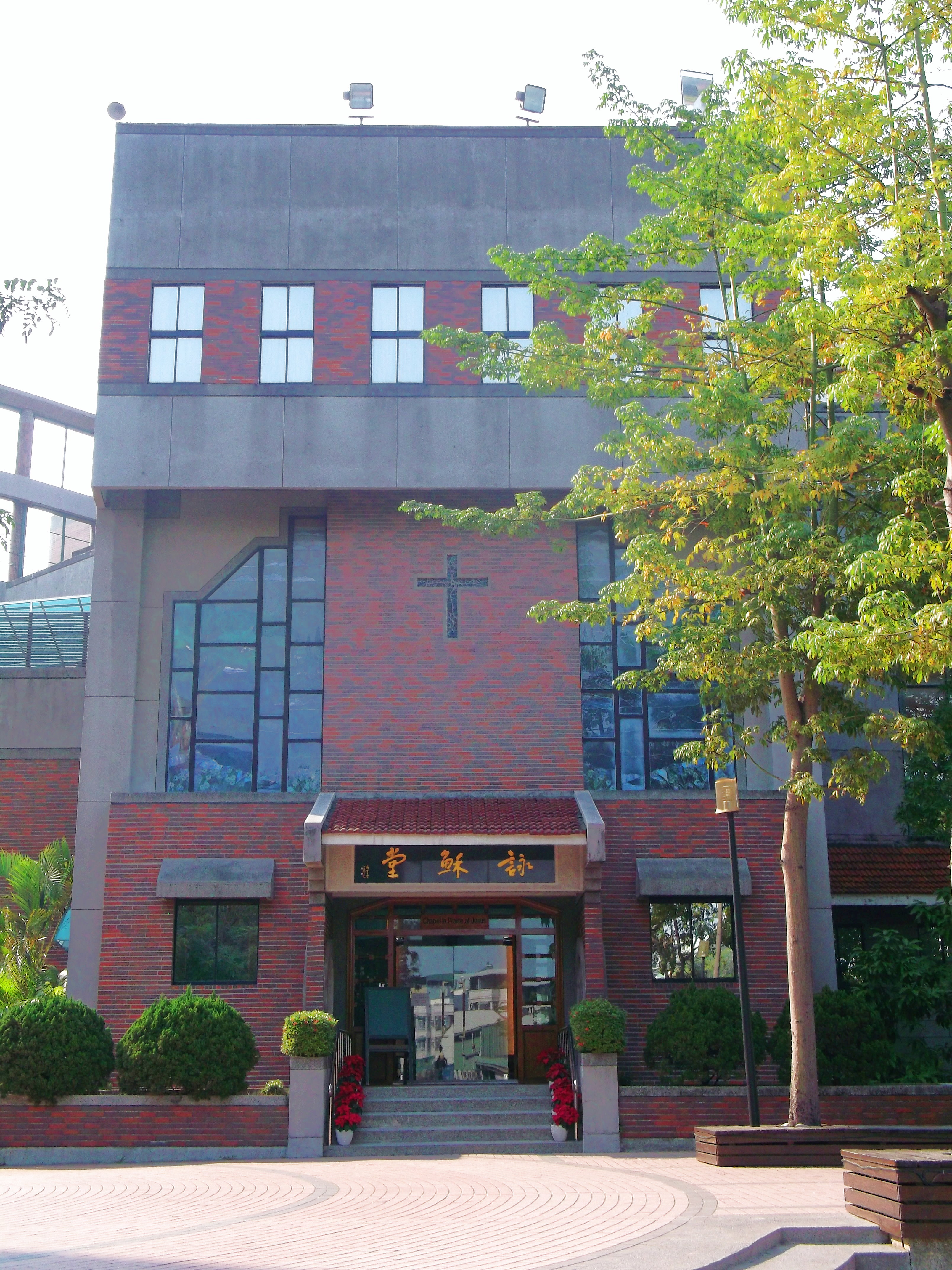
Nhà nguyện trong trường

### Viện Văn hóa, Sư phạm và Đối ngoại Quốc tế
- Khoa tiếng Anh (BA, MA)
  - Chương trình Cử nhân tiếng Anh Thương mại Quốc tế (BA)
- Khoa Giảng dạy Ngoại ngữ (BA)
- Khoa Quan hệ Quốc tế (BA, MA)
- Khoa Biên Phiên dịch (BA, MA)
  - Chương trình Cử nhân Du lịch và MICE Quốc tế (BA)
- Trung tâm Giảng dạy tiếng Anh
- Trung tâm Sư phạm

### Viện Ngôn ngữ Á-Âu
- Khoa tiếng Pháp (BA)
- Khoa tiếng Đức (BA)
- Khoa tiếng Tây Ban Nha (BA)
- Khoa tiếng Nhật (BA)
- Khoa Đông Nam Á học (BA)
- Chương trình Thạc sĩ châu Âu học (MA)
- Trung tâm Liên hiệp châu Âu

### Viện Truyền thông mới và Quản lý
- Khoa Ứng dụng và Quản lý Nội dung số (BA)
- Khoa Nghệ thuật Giao tiếp (BA)
- Khoa Quản trị Kinh doanh Quốc tế (BBA, MBA)

### Viện các môn Khai phóng Ursuline
- Trung tâm Giáo dục Ursuline
- Trung tâm Giáo dục Đại cương
- Trung tâm Giáo dục Thể chất

### Viện Quan thoại
- Khoa Hoa ngữ Ứng dụng (BA, MA)
- Trung tâm Hoa ngữ
- Trung tâm Hoa ngữ - Đài Bắc